# بيتر فرامبتون
بيتر فرامبتون (بالإنجليزية: Peter Frampton)‏ هو عازف قيثارة ومغني وموسيقي وممثل بريطاني وأمريكي، ولد في 22 أبريل 1950 في المملكة المتحدة.

## أعمال

### أفلام
- (2000) بالكاد مشهور[8]

## وصلات خارجية
- بيتر فرامبتون على موقع IMDb (الإنجليزية)
- بيتر فرامبتون على موقع مونزينجر (الألمانية)
- بيتر فرامبتون على موقع ألو سيني (الفرنسية)
- بيتر فرامبتون على موقع ميوزك برينز (الإنجليزية)
- بيتر فرامبتون على موقع رولينغ ستون (الإنجليزية)
- بيتر فرامبتون على موقع أول موفي (الإنجليزية)
- بيتر فرامبتون على موقع قاعدة بيانات برودواي على الإنترنت (الإنجليزية)
- بيتر فرامبتون على موقع قاعدة بيانات الأفلام السويدية (السويدية)
- بيتر فرامبتون على موقع إن إن دي بي (الإنجليزية)
- بيتر فرامبتون على موقع أول ميوزيك (الإنجليزية)